# فرناندو حداد
فرناندو حداد (بالبرتغالية: Fernando Haddad‏) (مواليد 25 يناير 1963)، هو أكاديمي وسياسي برازيلي وعمدة ساو باولو من 2013 حتى 2017. وهو مرشح حزب العمال لرئاسة البرازيل في انتخابات 2018، خلفاً للرئيس السابق لويس إيناسيو لولا دا سيلفا، الذي مُنع من الترشح بقرار من المحكمة الانتخابية العليا بموجب قانون السجل النظيف. سيواجه حداد جايير بولسونارو في الجولة الثانية من الانتخابات.
حداد من أصل مسيحي أرثوذكسي لبناني، ودرس القانون والاقتصاد والفلسفة في جامعة ساو باولو. كان وزيراً للتعليم من 2005 حتى 2012 في وزارات لويس إيناسيو لولا دا سيلفا وديلما روسيف.

## السنوات المبكرة
وُلد حداد في ساو باولو، حيث كان ثاني أبناء مندوب المبيعات خليل حداد، مهاجر لبناني إلى البرازيل، ونورما تريسا غصين، ابنة مهاجرين لبنانيين. لحداد أختين، بريسيليا ولوسيا. والدته روحانية. جده قري حبيب حداد، الذي لم يلتقيه أبداً، كان كاهناً في كنيسة الروم الأرثوذكس بلبنان.
التحق بالمدرسة الثانوية في كوليغيو بانديرانتز، وعام 1981 دخل كلية الحقوق جامعة ساو باولو.